# Cultura

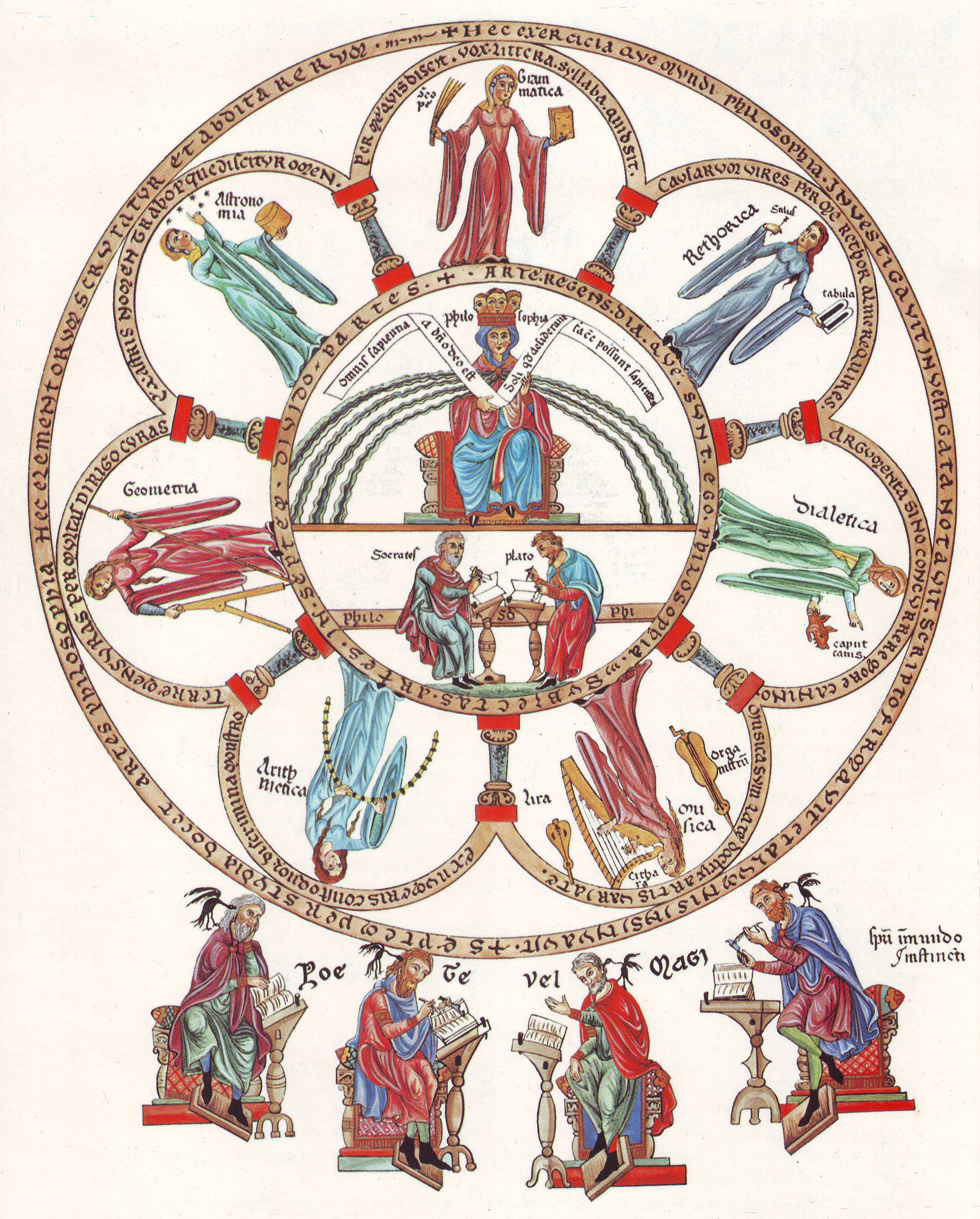
Illustrazione dall'Hortus deliciarum, una delle enciclopedie che nel Medioevo costituivano la summa della cultura sapienziale dell'epoca, concepita come il complesso armonico delle sette arti liberali, qui simboleggiate da sette figure femminili con al centro la filosofia.

Il termine cultura deriva dal verbo latino colere, che significa "coltivare". L'utilizzo di tale termine è stato poi esteso a quei comportamenti che imponevano una "cura verso gli dei", da cui il termine "culto", e a indicare un insieme di conoscenze. Non c'è univocità degli autori sulla definizione generale di cultura anche nella traduzione in altre lingue e a seconda dei periodi storici. 
In linea di massima, oggi è intesa come un sistema di saperi, opinioni, credenze, valori, norme, costumi, comportamenti, tecnologie e processi tecnici che caratterizzano un gruppo umano particolare; un'eredità storica che nel suo insieme definisce i rapporti all'interno di quel gruppo sociale e quelli con il mondo esterno.

## Descrizione

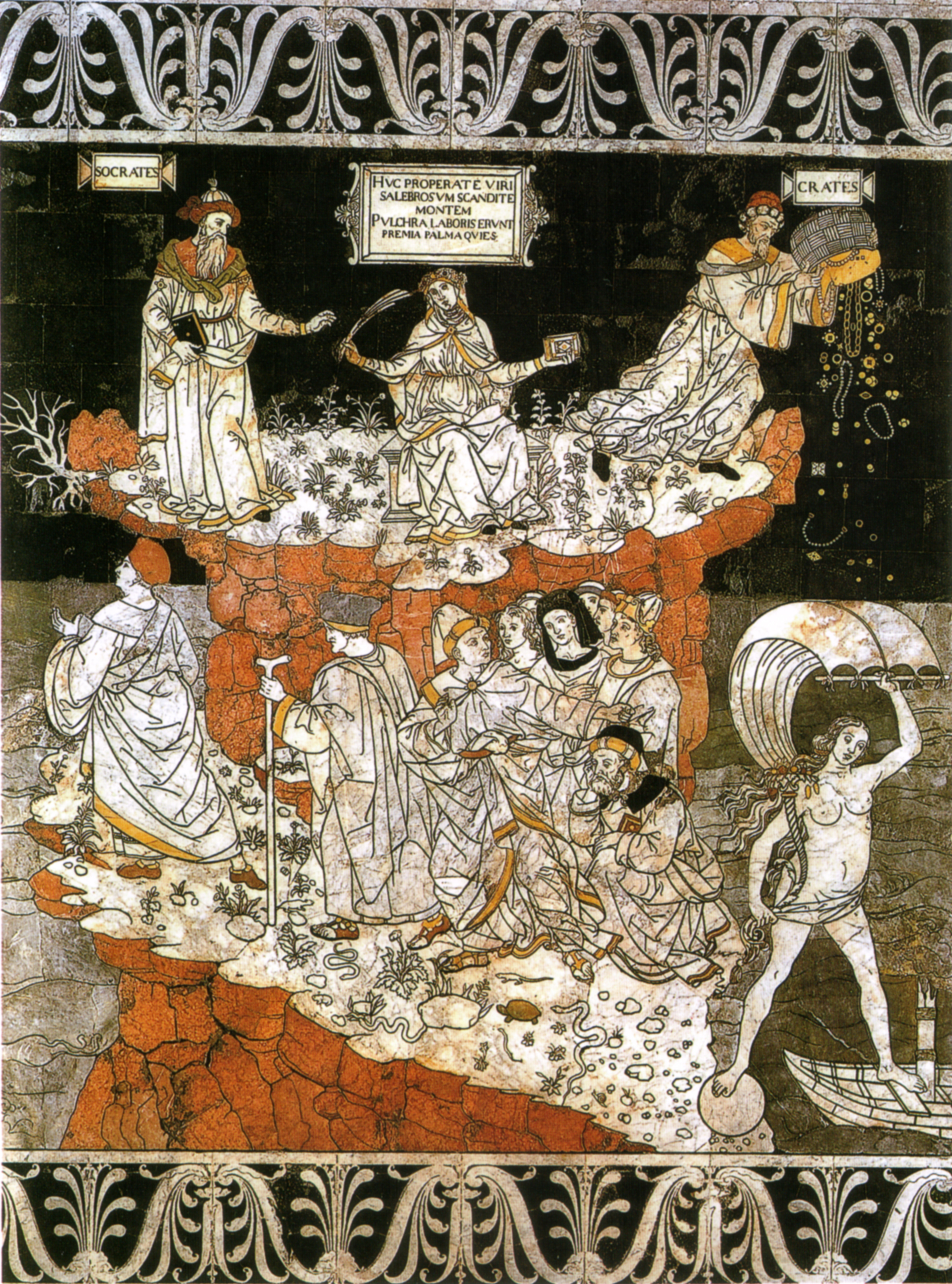
Allegoria del colle della Sapienza, che raffigura l'approdo di dieci naufraghi al monte del Ristoro, su cui domina la Sapienza attorniata dai filosofi Socrate e Cratete (opera del Pinturicchio del 1505, Siena)

Il concetto moderno si può intendere come quell'insieme di conoscenze e di pratiche acquisite che vengono trasmesse di generazione in generazione.
Tuttavia, il termine cultura nella lingua italiana denota più significati di diversa interpretazione:
- una concezione pragmatica (positivismo/utilitarismo) presenta la cultura come formazione individuale, volta all'esercizio di acquisizione di conoscenze "pratiche". In tale accezione essa assume una valenza quantitativa, per la quale una persona può essere più o meno colta (pseudo-saperi);
- una concezione (antropologia/etica) metafisica presenta la cultura come un processo di sedimentazione dell'insieme patrimoniale delle esperienze condivise da ciascuno dei membri (morale/valori), delle relative società di appartenenza (sociologia/istituzioni), dei codici comportamentali condivisi (morale/costumi), del senso etico del fine collettivo (escatologia/idealismo), e di una visione identitaria storicamente determinata (antropologia identitaria/etnicità), come espressione ecosistemica di una tra le multiformi varietà di gruppi umani e civiltà nel mondo. Concerne sia l'individuo, che i grandi gruppi umani (sociologia/collettività), di cui egli è parte. In questo senso il concetto è ovviamente declinabile al singolare, riconoscendosi ciascun individuo quale membro "di diritto", del gruppo etno-culturale di appartenenza etno-identitaria, nonché nel "patto di adesione sociale" e nelle sue regole etiche e istituzionali volte al fine dell'"autoconservazione" del gruppo etnico stesso;
- una concezione di senso comune è, inoltre, il potere intellettuale o "status", che vede la cultura come luogo privilegiato dei "saperi" locali e globali, tipico delle istituzioni "superiori", come le "conoscenze specializzate" (scienza/tecnologia), la politica (parlamento/partiti), l'arte (spettacolo/rappresentazione), l'informazione (media/comunicazione), l'interpretazione storica degli eventi (storia/ideologie), ma anche l'influenza sui fenomeni di costume (società/modelli), e sugli orientamenti (filosofia/credenze religiose) delle diverse popolazioni, fino a livelli di misura planetaria;
- una concezione di tipo istituzionale (educazione/pedagogia), che vede la cultura come strumento di formazione di base e di preparazione al lavoro nell'ordine di una società economica, meritocratica e delle competenze remunerabili.

### Estensione del termine

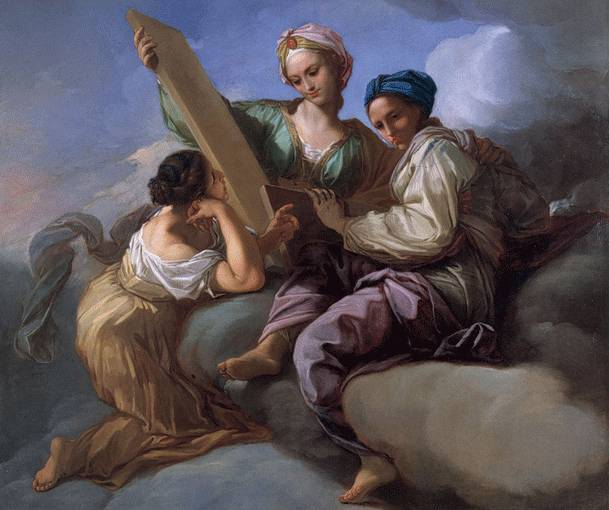
Allegoria della Sapienza, di Benedetto Luti (1710 circa)

Esistono diversi significati del concetto di cultura:
- secondo una concezione classica, la cultura consiste nel processo di sviluppo e mobilitazione delle facoltà umane che è facilitato dall'assimilazione del lavoro di autori e artisti importanti e legato al carattere di progresso dell'età moderna;
- secondo una concezione antropologica, la cultura - o civiltà - presa nel suo più ampio significato etnologico è “quell'insieme complesso che include il sapere, le credenze, l'arte, la morale, il diritto, il costume, e ogni altra competenza e abitudine acquisita dall'uomo in quanto membro della società” secondo la nota definizione dell'antropologo inglese Edward Tylor:

(Tylor, Primitive Culture, Vol 1. Capitolo 1, 1871)
Negli anni, la definizione antropologica di "cultura" è molto cambiata: secondo l'antropologo Ulf Hannerz, "una cultura è una struttura di significato che viaggia su reti di comunicazione non localizzate in singoli territori".
La definizione dell'UNESCO considera la cultura come "una serie di caratteristiche specifiche di una società o di un gruppo sociale in termini spirituali, materiali, intellettuali o emozionali".
L'uso popolare della parola cultura in molte società occidentali può riflettere semplicemente il carattere stratificato di queste società: molti usano questa parola per designare i beni di consumo, e attività come ad esempio la cucina, l'arte o la musica. Altri usano il termine di "cultura alta" per distinguere quest'ultima da una presunta "cultura bassa", intendendo con quest'ultima l'insieme dei beni di consumo che non appartengono all'élite.

## In antropologia
La cultura in senso antropologico consiste in:
- sistemi di norme e di credenze esplicite, elaborati in modi più o meno formalizzati;
- costumi e abitudini acquisite da esseri umani per il semplice fatto di vivere in determinate comunità, comprese quindi le azioni ordinarie della vita quotidiana;
- artefatti delle attività umane, dalle opere d'arte vere e proprie agli oggetti di uso quotidiano e tutto quanto fa riferimento alla cultura materiale, al sapere necessario per vivere.

Le caratteristiche che definiscono la cultura nella concezione descrittiva dell'antropologia sono principalmente tre:
- la cultura è appresa e non è riducibile alla dimensione biologica dell'uomo. Ad esempio, il colore della pelle non è un tratto culturale bensì una caratteristica genetica;
- la cultura rappresenta la totalità dell'ambiente sociale e fisico che è opera dell'uomo;
- la cultura è condivisa all'interno di un gruppo o di una società. Essa è distribuita in maniera omogenea all'interno di tali gruppi o società.

Affinché un'azione o un tratto possano essere definiti "culturali" occorre quindi che siano condivisi da un gruppo. Ciò però non significa che un fenomeno "culturale" debba essere obbligatoriamente condiviso dalla totalità della popolazione: è necessario lasciare spazio alla normale variabilità individuale.
Anche per quanto riguarda le variazioni di comportamento tra individuo e individuo all'interno di una società, però, è possibile individuarne dei limiti circoscritti proprio dalle norme sociali che regolano quel determinato gruppo.
Frequentemente gli individui appartenenti a una determinata cultura non percepiscono la loro condotta regolata da tali norme che impongono quale comportamento sia consentito e quale no.
In antropologia l'insieme di queste norme sociali vengono definite modelli culturali generalmente riconosciute anche come "ideali".

### Le proprietà antropologiche della cultura
La cultura è:
- un complesso di modelli di vita (idee, simboli, azioni, disposizioni) di un popolo in un certo periodo storico.

Secondo l'antropologo statunitense Geertz in tutte le culture esiste un “modello di” (es. pulizia, decoro, leggi), attraverso cui si pensa e rappresenta qualcosa. I modelli di generano “modelli per”, ossia concetti guida per l'agire degli individui che si possono classificare nelle seguenti tipologie:
- operativa: permette un accostamento al mondo in senso pratico e intellettuale e un relativo adattamento ambientale. Permette quindi di passare dall'ideale all'operatività.
- selettiva: effettua infatti una selezione di modelli funzionali al presente.
- dinamica: si mantiene nel tempo, ma non è fissa. Interagendo con altre culture vi sono cambiamenti reciproci.
- stratificata e diversificata: all'interno della stessa società si notano differenze culturali in base all'età, al genere, al reddito, ecc., e queste differenze condizionano i comportamenti sociali. A seconda delle società vi è inoltre una diversa distribuzione della cultura.

La cultura presenta al proprio interno dei dislivelli. Gramsci, schematizzando, parlò di cultura egemonica (che ha il potere di definire i suoi confini) e cultura subalterna che, non avendo tale potere, non ha possibilità di definirsi. Ad esempio, la divisione tra Hutu e Tutsi è nata in seguito alla colonizzazione belga. Nella società moderna, pur essendo presenti differenze culturali su base linguistica ed etnica, esse sono tollerate perché viene favorita l'integrazione culturale tramite l'istruzione obbligatoria e le classi sociali non hanno confini rigidi: il sociologo Bauman addirittura parla di «modernità liquida».
- basata sulla comunicazione: la cultura nasce infatti da uno scambio costante.
- olistica: (dal greco ὅλος, hòlos, "intero") ed è quindi formata da elementi interdipendenti tra loro. Ad esempio vi è un legame tra la religione e l'alimentazione di un paese e di conseguenza sull'economia. Secondo alcuni antropologi alcune culture sono più olistiche perché realizzano meglio questa interdipendenza tra elementi (es. la divisione nelle caste indiane e lo stretto legame tra di esse).
- porosa: vi sono continui sconfinamenti tra le culture ed è difficile definire un vero limite, un vero confine tra culture.

### Cultura e civilizzazione
Oggi gli antropologi non considerano la cultura il semplice risultato dell'evoluzione biologica, ma suo elemento intrinseco, il meccanismo principale dell'adattamento dell'uomo al mondo esterno.
Secondo queste opinioni, la cultura si presenta come un sistema di simboli con capacità di adattamento, che può cambiare da un posto all'altro, permettendo agli antropologi di studiarne le differenze, che si esprimono in varietà concrete di miti e rituali, in strumenti, in varietà abitative e in principi di organizzazione dei villaggi. In questo modo, gli antropologi evidenziano una differenza tra “cultura materiale” e “cultura simbolica”, non solo perché questi concetti rispecchiano sfere diverse dell'attività umana, ma anche perché comprendono dati base diversi, che in fase di analisi richiedono approcci diversi.
Secondo quest'idea di cultura, che prevaleva nell'intervallo tra le due guerre, ogni cultura ha i suoi confini e deve essere considerata come un unico insieme che usa dei punti di vista propri.
Come risultato emerge il concetto di “relativismo culturale”, idea secondo la quale una persona può accettare i costumi altrui, attraverso i concetti dell'altrui cultura e i suoi elementi (usi, ecc.), e la conoscenza dei sistemi dei simboli, di cui sono parte.
Di conseguenza, il concetto che la cultura contiene dei codici di simboli e dei mezzi per trasmetterli da una persona all'altra, significa che la cultura, anche se entro certi limiti, cambia costantemente.
Il fatto che la cultura cambi può essere la conseguenza della formazione di nuove cose, così come avviene al momento del contatto con un'altra cultura. Su scala mondiale, il contatto tra le culture porta all'assimilazione (attraverso lo studio) di vari elementi, cioè la compenetrazione delle culture. In condizioni di antitesi o disuguaglianza politica, le persone di una cultura possono certamente cogliere i valori culturali di un'altra collettività o imporre i propri valori (“acculturazione”).

## In sociologia
Influenzata dagli studi dell'antropologia culturale, la sociologia si dedica con particolare attenzione allo studio della cultura. Secondo la concezione dell'antropologo inglese Tylor (1871), si definisce cultura quell'insieme di segni, artefatti e modi di vita che gli individui condividono. In senso antropologico, la cultura è tutto ciò che possiede un determinato significato (simboli, linguaggio), e il termine è riferito a un gruppo specifico: la cultura ha quindi dei confini riconoscibili.
A partire dagli anni '60/'70 del Novecento, il concetto di cultura ha iniziato ad avere un ruolo centrale e non più marginale. La struttura produttiva e occupazionale (società dei servizi) cambia e si sviluppano i vari settori. 
La cultura dunque porta cambiamento, che a sua volta valorizza il marketing, la qualità del prodotto, le strategie economiche: tutti elementi che necessitano la conoscenza. Ogni cultura è relativa alla società o al gruppo a cui appartiene. Essa può essere per esempio la vita familiare, la religione, gli abbigliamenti, le consuetudini ecc, ed è limitata ad un determinato arco di tempo e luogo. Uno dei più grossi errori della storia è stato quello di gerarchizzare la cultura, un vero e proprio atto di etnocentrismo che ha comportato la credenza e il sostenimento di culture “superiori” ad altre, generando il blocco culturale delle nazioni e quindi conflitti internazionali. Oggi invece siamo nel pieno della globalizzazione: si può dunque parlare di una sorta di sincretismo, ossia la fusione/conciliazione di più credenze.

### Distinzioni
La cultura si può distinguere in base agli aspetti materiali e quelli immateriali:
1. Aspetti materiali (cultura materiale): sono oggetti, artefatti, tecnologia e beni di consumo: prodotti da una società. Secondo il sociologo statunitense William Ogburn, rielaborando la teoria marxiana, la cultura materiale muta sempre più velocemente in maniera progressiva.
2. Aspetti immateriali (cultura adattiva): linguaggio, simboli, conoscenze ecc.

- Tuttavia esiste una correlazione (o meglio Interdipendenza) tra i due tipi di cultura, ovvero non può esistere la cultura materiale senza quella immateriale: la materiale è portatrice dell'immateriale, ed è responsabile dei cambiamenti e dei modi di vita. Secondo Weber, in Cina erano molto più avanzati dell'Occidente, ma la presenza dell'etica confuciana e il tipo di società bloccavano la rivoluzione capitalista. In occidente, invece, la rivoluzione protestante sbloccò il capitalismo e svegliò il suo sviluppo economico. La cultura immateriale è sempre più lenta: le mentalità rimangono immutate per secoli.

### Aspetti immateriali
Sono i valori, le norme e i simboli:
1. Valori: definiscono ciò che è considerato importante in una cultura. I valori sono le idee e le sensibilità. Guidano gli esseri umani nella loro interazione con l'ambiente sociale.
2. Norme: Regole di comportamento scritte (formali) o non scritte (informali), che riflettono i valori di una cultura. Il conformismo, per esempio, è l'adattarsi a opinioni, usi e comportamenti preesistenti e prevalenti. Le norme informali sono soggette a sanzioni da quelle formali.
3. Simboli: ogni insieme di lettere dell'alfabeto rimanda a un significato. Il linguaggio, infatti, è un simbolo. Ciò che ci distingue dagli altri esseri viventi, è la capacità di condividere e comprendere i simboli.

### Diffusione e influenza
Esistono diversi tipi di cultura:
1. Cultura dominante (egemone): è il cosiddetto senso comune, l'insieme delle opinioni prevalenti in una determinata società: il modo in cui giudichiamo le cose.
2. Subcultura: è l'insieme di valori o norme che identificano un gruppo all'interno di una società (partito politico, gruppo etnico, hacker, ecc.). Si pone al fianco di quella egemone, ma non per questo è da considerarsi inferiore. Non si pone in contrasto con essa. La società odierna è caratterizzata da più minoranze culturali.
3. Controcultura: si pone in conflitto con le norme dominanti e mina a sostituirsi a quella egemone (prevalente). È simile al concetto di anticonformismo.

### La cultura in base al soggetto produttore
Da chi viene creata una cultura? E a quali scopi? È possibile distinguere diversi livelli di cultura:
1. Cultura alta: composta da cose prodotte intenzionalmente dagli intellettuali, con uno scopo preciso, un proprio codice e canone estetico.
2. Cultura popolare: cultura prodotta non intenzionalmente da Non intellettuali nel corso delle loro attività sociali (es. cucina, costumi, proverbi). È la tradizione.
3. Cultura di massa (Pop): prodotta intenzionalmente dai mass media e dalle industrie. L'industria culturale è composta da cinema, tv, radio ecc, e traggono profitto economico. La cultura Pop è la cultura di massa che sostituisce la tradizionale cultura popolare, egemonizzando la vita quotidiana degli individui e dei gruppi. Il capitalismo e i mass media hanno dominato e pilotato in pochi anni gli individui e le loro menti, plasmandoli per mezzo dei prodotti di massa (di cui si fa un grande uso), pur avendo un margine di libertà di utilizzo.

### Il contributo di Émile Durkheim
Émile Durkheim, ponendosi il problema del perché la società mantenga un livello minimo di coesione, ritiene che ogni società si stabilisca e permanga solo se si costituisce come comunità simbolica. Nel suo studio, e in quello dei suoi allievi, hanno una grande importanza le rappresentazioni collettive, cioè insiemi di norme e credenze condivise da un gruppo sociale, sentite dagli individui come obbligatorie. Esse sono considerate da Durkheim vere e proprie istituzioni sociali che costituiscono il cemento della società, consentendo la comunicazione tra i suoi membri e mutando con il cambiamento sociale.

### Il contributo della scuola di Chicago
Gli autori legati alla scuola di Chicago sono interessati alla vita culturale nelle città statunitensi e studiano i nuovi processi di integrazione, di comunicazione e mobilità sociale delle realtà urbane.
Il sociologo William Thomas studia gli immigrati nelle società statunitensi e ritiene che le differenze di integrazione siano legate alla cultura e che la cultura abbia un carattere interattivo e processuale.

### Il contributo di Talcott Parsons
Dopo anni di scarso interesse da parte dei sociologi, Talcott Parsons riprende il tema della cultura e la considera come uno dei sottosistemi del suo sistema generale dell'azione (lo schema AGIL).
Parsons afferma che la cultura è costituita da sistemi strutturali o ordinati di simboli (che sono gli oggetti dell'orientamento all'azione), da componenti interiorizzate della personalità degli individui e da modelli istituzionalizzati dei sistemi sociali (Sistema sociale, 1951).
Parsons distingue quattro dimensioni idealtipiche principali della cultura:
- Coerenza/incoerenza - Le proposizioni culturali costituiscono un insieme in cui sono individuabili dei principi ordinatori e non un agglomerato di elementi tra loro sconnessi. Il grado interno di coerenza è tuttavia variabile. Il conflitto (fra gruppi, nel gruppo e/o nell'individuo) per esempio può non essere fattore di disgregazione, ma di ordine sociale. Maggiore è la complessità culturale, più difficile è mantenere conformità e coerenza.
- Pubblico/privato - La cultura è pubblica nel senso che le proposizioni da cui è costituita sono codificate entro simboli e linguaggi collettivi all'interno di gruppi sociali e accessibili da tutti.
- Oggettività/soggettività - La cultura è un fatto oggettivo, nel senso che va al di là degli individui per occupare uno spazio e una rilevanza sociale autonoma. Esiste infatti un lato soggettivo della cultura, costituito dalle interpretazioni che di questa danno gli individui
- Esplicito/implicito - La cultura può essere manifesta, esplicitata, più o meno elaborata teoricamente, o può essere tacita, non tematizzata. In questo caso gli individui la condividono senza saperla necessariamente giustificare (il senso comune).

Oltre a queste dimensioni analitiche, si distinguono quattro componenti della cultura: valori, norme, concetti e simboli.

### Nell'era della globalizzazione
Con l'avvento della globalizzazione lo studio della cultura si complica e semplifica allo stesso tempo. Se nella modernità i territori erano concepiti come contenitori di culture, nell'epoca contemporanea la cultura viene studiata in una prospettiva relazionale e reticolare.
L'antropologo svedese Ulf Hannerz afferma infatti che “in quanto sistemi collettivi di significato le culture appartengono innanzitutto alle relazioni sociali e ai network di queste relazioni. Appartengono ai luoghi solo indirettamente e senza una necessità logica” (da La complessità culturale, 1998).

### Il contributo di Pierre Bourdieu
Il sociologo Pierre Bourdieu ha introdotto nelle analisi sociologiche delle influenze culturali i concetti di habitus che sottintende l'insieme di atteggiamenti e comportamenti acquisiti per lo più inconsci, che influenzano le pratiche e le percezioni dei membri di una classe sociale, ed il concetto di capitale culturale ovvero il capitale di studi, oggetti culturali, modelli di espressione sviluppati nel corso della socializzazione di classe.

### Culture interdipendenti e indipendenti
Sotto la prospettiva socio-culturale i ricercatori Hazel Markus e Shinobu Kitayama nel 1991 hanno proposto la distinzione tra culture indipendenti che enfatizzano l'autonomia individuale diffuse nei paesi occidentali e culture interdipendenti che enfatizzano le relazioni con le persone e l'armonia sociale.

### L'evoluzione della cultura
Anche l'evoluzione della specie incide sull'evoluzione culturale in quanto gli stessi cambiamenti demografici condizionano le culture e viceversa.